# Blossfeldia
Blossfeldia é um gênero botânico da família Cactaceae.

## Espécies
- Blossfeldia cyathiformis
- Blossfeldia liliputana
- Blossfeldia pedicellata
- Blossfeldia subterranea
- etc.